# Mesocomys aegeriae
Mesocomys aegeriae är en stekelart som beskrevs av Mao-Ling Sheng 1998. Mesocomys aegeriae ingår i släktet Mesocomys och familjen hoppglanssteklar. Inga underarter finns listade i Catalogue of Life.